# House'llelujah
Pour les articles homonymes, voir Alléluia (homonymie).
Singles de Stromae
Te quiero
(2010) Je cours
(2010)
House'llelujah est une chanson de l'auteur-compositeur-interprète belge Stromae extraite de son premier album studio, intitulé Cheese. Il s'agit du troisième single de l'album sorti le 14 mai 2010. Il a été composé dans le but de « danser sur la religion, avec l'Église » a déclaré Stromae.

## Développement
Après la sortie en single de Te Quiero, un troisième single est, d'après Stromae et Charts In France, prévu selon une liste de chansons du chanteur qui peuvent être exploitées par le label. Dans cette liste se trouve Bienvenue chez moi, Peace or Violence, Rail de musique et House'llelujah. Stromae aurait, selon Polydor travaillé pour une future sortie de House'llelujah en single. La sortie du single est officialisée le 13 septembre lorsqu'il dévoile son clip sur sa chaîne Dapastudio, sur YouTube. Le titre a notamment été remixé par Klaas.

## Origine
Stromae a composé ce morceau sur le toit de sa nouvelle maison de production (Mercury Records) à Paris dans sa leçon no 17.

## Classement hebdomadaire
| Classement (2010)                       | Meilleure position |
| --------------------------------------- | ------------------ |
| Belgique (Flandre Ultratop 50 Singles)  | 30                 |
| Belgique (Wallonie Ultratop 50 Singles) | 22                 |
| Pologne (Dance Top 50)                  | 36                 |